# Peter Shaffer
Peter Levin Shaffer (Liverpool, Reino Unido, 15 de mayo de 1926 - condado de Cork, Irlanda, 6 de junio de 2016) fue un dramaturgo y guionista británico.

## Biografía
De familia judía, su padre fue agente inmobiliario. Es hermano gemelo del también dramaturgo Anthony Shaffer. Se dio a conocer con su comedia Five Finger Exercise en 1958 y su tragedia épica The Royal Hunt of the Sun de 1964. Su obra de teatro Equus de 1973, fue un éxito en Londres y la ciudad de Nueva York; además ganó los premios Tony y fue trasladada al cine en 1977 por Sidney Lumet.
Obtuvo reconocida ovación por su Amadeus en 1979, sobre la vida del célebre compositor austriaco Wolfgang Amadeus Mozart. En 1984, la obra fue adaptada a la pantalla grande, bajo la dirección de Miloš Forman, con gran éxito: fue galardonada con ocho Premios Óscar, uno de ellos a Shaffer como mejor guionista. Uno de sus últimos trabajos fue la comedia Lettice and Lovage de 1988. 
Falleció a los 90 años, durante un viaje por Irlanda.[cita requerida] Está enterrado en el Highgate Cemetery de Londres.

## Obras (selección)
- The Salt Land (1954).
- Balance Of Terror (1957).
- The Prodigal Father (1957).
- Five Finger Exercise (1958).
- The Private Ear and The Public Eye (1962).
- The Establishment (1963).
- The Merry Roosters Panto  (1963).
- The Royal Hunt of the Sun (1964).
- Black Comedy (1965).
- The White Liars (1967).
- Shrivings (1970).
- Equus (1973).
- Amadeus (1979).
- Black Mischief (1983).
- Yonadab (1985).
- Lettice and Lovage (1987).
- Whom Do I Have The Honour Of Addressing? (1990).
- The Gift of the Gorgon (1992).

## Premios y distinciones
Óscar
| Año  | Categoría            | Película | Resultado |
| ---- | -------------------- | -------- | --------- |
| 1978 | Mejor guion adaptado | Equus    | Nominado  |
| 1985 | Mejor guion adaptado | Amadeus  | Ganador   |